# The Secret
The Secret es una película de 2007, dirigida por Vincent Perez, y una adaptación de Himitsu, una película japonesa de 1999 producida por Yasuhiro Mase, escrita por Hiroshi Saitô y dirigida por Yōjirō Takita.

## Sinopsis
La historia gira en torno a un hombre cuya vida cambia repentinamente cuando su hija y su esposa se ven involucradas en un accidente de tráfico. La esposa muere en el hospital, pero su hija continúa con vida. Cuando ella consigue recobrar la conciencia, parece estar poseída por el espíritu de su esposa.

## Elenco
- David Duchovny como Dr. Ben Marris
- Olivia Thirlby como Samantha Marris.
- Lili Taylor como Hannah Marris.
- Kristina Pimenova como shasmin Marris.